# チョウザメ属
チョウザメ属（学名：Acipenser）は、チョウザメ科の分類の1つである。伝統的に17の現生種がここに分類され、チョウザメ目の中で最も種の多い属である。ユーラシア大陸や北アメリカ大陸の淡水や三角江が原産であり、ほとんどの種は絶滅の危機にある。いくつかの種は、大西洋、北極海、太平洋の沿岸近郊まで進出していることが知られている。
この属には古代の種が含まれ、化石種は、白亜紀後期に遡る。実際に、2種の化石(A. praeparatorum及びA. amnisinferos)は、チクシュルーブ・クレーターができた衝突の直後の白亜紀と古第三紀の間の大量絶滅の地層から見つかっている。

## 現生種
伝統的に、この属には、17の現生種が分類されてきたが、この属は多系統であることがよく理解されており、ダウリアチョウザメ属、Scaphirhynchus属、Pseudoscaphirhynchus属以外の全てのチョウザメを含む。チョウザメ属の多くの種は、同じ属の別の種よりも、他の3属により近い関係にある。2025年の研究では、チョウザメ属を狭義(sensu stricto)の意味で3種のみを含む属に再定義している。以下は、チョウザメ属に含まれる全ての種のリストであり、狭義の3種には、アスタリスク(*)を付けて示す。
- シベリアチョウザメ (Acipenser baerii) J. F. Brandt, 1869
  - Acipenser baerii baerii J. F. Brandt, 1869
  - バイカルチョウザメ (Acipenser baerii baicalensis) A. M. Nikolskii, 1896
  - レナチョウザメ (Acipenser baerii stenorrhynchus) A. M. Nikolskii, 1896
- ショートノーズスタージョン (Acipenser brevirostrum) Lesueur, 1818
- チョウコウチョウザメ (Acipenser dabryanus) A. H. A. Duméril, 1869
- イケチョウザメ(Acipenser fulvescens) Rafinesque, 1817
- ロシアチョウザメ (Acipenser gueldenstaedtii) J. F. Brandt & Ratzeburg, 1833
- チョウザメ Acipenser medirostris) Ayres, 1854
- ミカドチョウザメ (Acipenser mikadoi) Hilgendorf, 1892
- アドリアチョウザメ (Acipenser naccarii) Bonaparte, 1836
- フナチョウザメ (Acipenser nudiventris) Lovetsky, 1828
- Acipenser oxyrinchus Mitchill, 1815 *
  - ガルフスタージョン (Acipenser oxyrinchus desotoi) Vladykov, 1955 *
  - アトランティックスタージョン (Acipenser oxyrinchus oxyrinchus) Mitchill, 1815 *
- ペルシャチョウザメ (Acipenser persicus) Borodin, 1897
- コチョウザメ (Acipenser ruthenus) Linnaeus, 1758
- アムールチョウザメ　(Acipenser schrenckii) J. F. Brandt, 1869
- カラチョウザメ (Acipenser sinensis) J. E. Gray, 1835
- ホシチョウザメ (Acipenser stellatus) Pallas, 1771
- バルチックチョウザメ (Acipenser sturio) Linnaeus, 1758 *
- シロチョウザメ (Acipenser transmontanus) J. Richardson, 1836

## 化石種
化石記録からは、9種が知られている。
- †Acipenser albertensis Lambe 1902
- †Acipenser amnisinferos Hilton & Grande 2022[2]
- †Acipenser eruciferus Cope, 1876
- Acipenser fulvescens Rafinesque, 1817 (現生)
- †Acipenser gigantissimus Nessov 1997
- †Acipenser molassicus Probst 1882
- †Acipenser praeparatorum Hilton & Grande 2022[2]
- †Acipenser ornatus Leidy 1873
- Acipenser oxyrinchus Mitchell 1815 (現生)
- †Acipenser tuberculosus Probst 1882
- †Acipenser toliapicus Agassiz 1844 ex Woodward 1889